# Antropolito
Un antropolito (del griego ἄνθρωπος anthropos, 'hombre (humano)', y λίθος lithos, 'piedra') es un artefacto arqueológico elaborado en piedra con forma humana.
Están estrechamente relacionados con los zoolitos y ornitolitos. Los hallazgos más notables se encuentran en Sudamérica, fundamentalmente en Uruguay. Se destaca el antropolito de Mercedes, encontrado en el departamento de Soriano en 1891; por sus similitudes con otras piezas de la "tradición sambaquí" del sudeste del Brasil se considera que, en vez de haber sido realizada por indígenas del Uruguay, seguramente se trate de un producto de un intercambio cultural. Esculpida en una roca eruptiva muy bien pulida, pesa casi 6,5 kg y mide 48 por 13 cm con algo menos de 6 cm de espesor, y presenta una depresión a la altura del pecho. Llaman la atención sus rasgos estilizados, con una nariz griega, la falta de ojos y los brazos, de posición dorsal, en forma de alas.
Se puede suponer que estos objetos servían como morteros para la mezcla de alucinógenos con fines ceremoniales. Esta pieza denota una sociedad sofisticada, y es muy escasa, por lo que no son infrecuentes las falsificaciones.
La denominación de "antropolito" se suele aplicar también a otros objetos de mayores dimensiones, como el Monolito Pachamama.